# 精巣捻転症

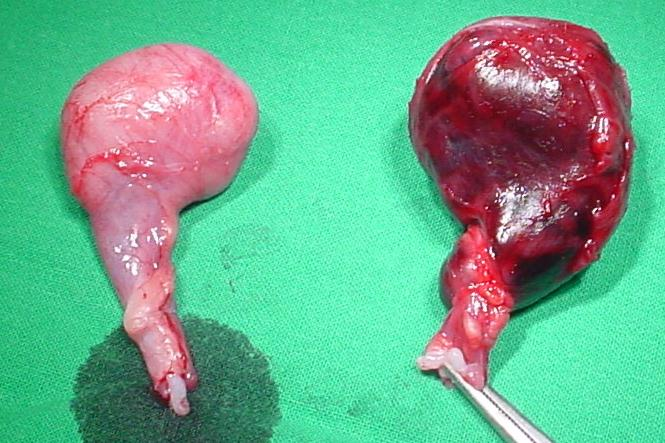
正常なイヌの睾丸 (左) と精巣捻転症を起こした睾丸 (右) 。

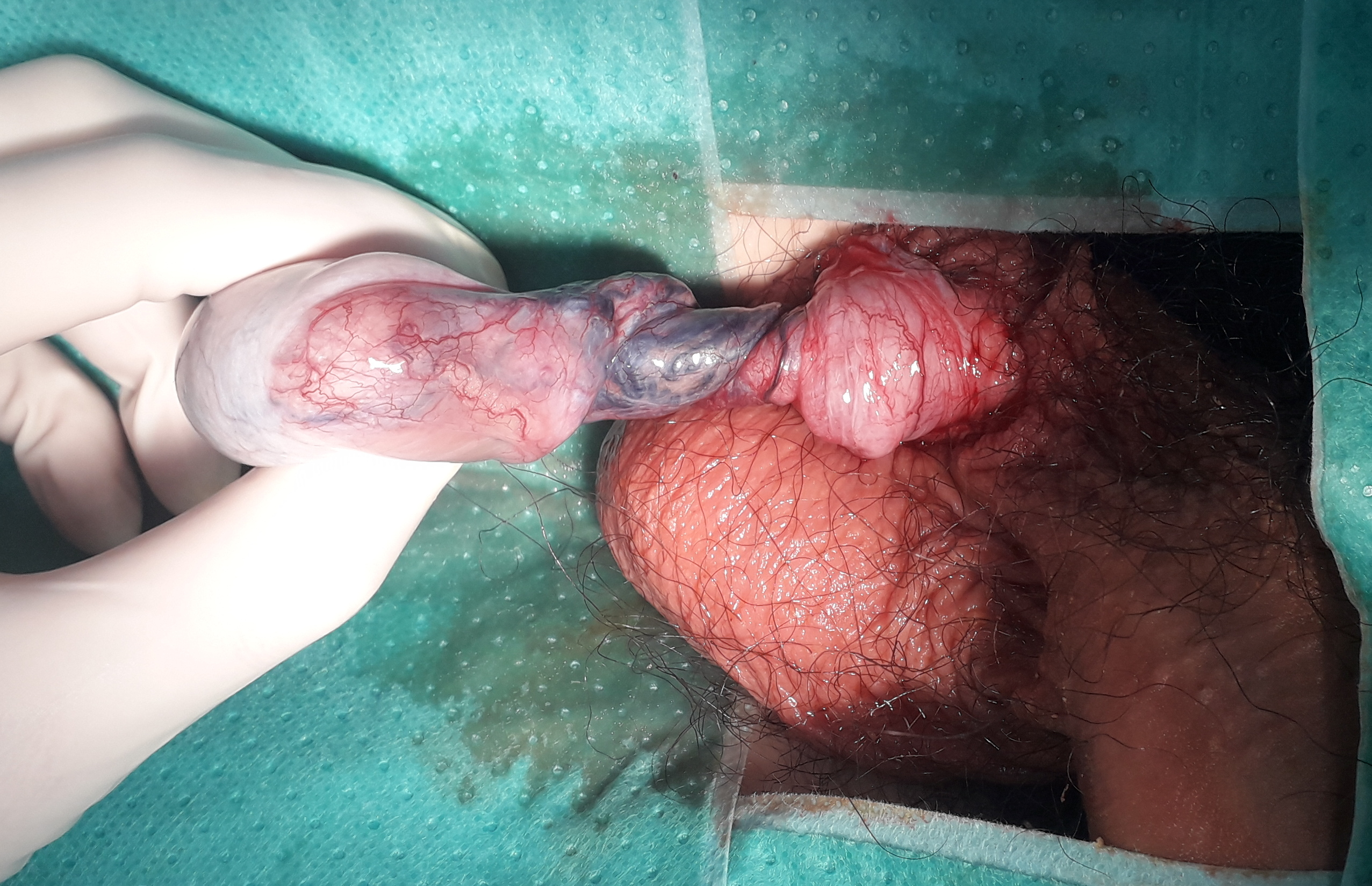

精巣捻転症（せいそうねんてんしょう）は、男性器において腹部と精巣を繋ぐ精索が捻じれる症状。精索捻転症（せいさくねんてんしょう）、睾丸回転症（こうがんかいてんしょう）とも言う。精索の捻れにより精巣への血流が途絶えるため、処置までに時間を要すると精巣が壊死する危険がある。このため、発症から6時間以内の緊急の手術を必要とする。

## 臨床像
全年代の男性に発生する可能性があり、とりわけ25歳以下に多い。『標準外科学 第11版』 p.1210によれば成人男性の約4000人に一人に見られる症状である。『現代外科学大系』によれば精巣の血行障害の90%がこの症状であると言われる。広川勲の報告によれば患者数は10代が53%、20代が26.9%。
また左右の別は左側がやや多く、2/3もしくは60 - 65.5%。両側性も0.9%と少ないながらも報告されている。
実際の精巣の回転は、脚側から見て時計回りが43%、反時計回りが57%との報告があり、回転角度は360度が40.7%、180度が33.8%であるが、実に4回転、1440度などと言う例も報告されている。
また鞘膜の中で精巣のみが捻転している鞘膜内捻転、鞘膜ごと捻転している鞘膜外捻転のほか、精巣・精巣上体の接合部で精巣が単体で捻転しているケースもある。
Parry と岩下はこの症状を、およそ急激かつ突発的な一回の発作で決定的な局面に至る急性完全型、軽度の発作が何度か起こり、そのたびに数十分乃至2 - 3時間で自然もしくは人為的に整復される再発不全型、再発不全型がある時致命的な発作を起こす移行型と分類し、多くのケースは移行型であるとした。

### 原因
原因としては精巣周辺における何らかの形状異常が強く疑われ、例えば精巣を包む鞘膜腔の内部が広すぎる場合、精索が長すぎる場合や、副睾丸の付着異常や大きさの不均衡などが考えられる。より直接的な発症の起点としては、精巣静脈の内圧の変化や一部の反復運動などが考えられる。ただし実際のところは明らかな原因が不明な場合も多い。また、停留睾丸との合併率も高く、木本 (1969) によれば50%にものぼっている。

### 症状
下腹部から陰嚢にかけて痛みまたは圧痛を伴う炎症を起こし、陰嚢には強い鬱血が見られ、全身症状として吐き気、便秘などを伴う場合もある。原則的に発熱は見られないとする文献と、発作後 2 - 3日または一週間、38度程度の発熱が見られるとする文献がある。感染症ではないため、膿尿、白血球数の顕著な上昇などはみられない。
睾丸が壊死した後は疼痛は軽減し、2 - 3週間すれば圧痛も収まる。
| 時間    | 生存率   |
| ------- | -------- |
| 0 - 6   | 85 - 97% |
| 6 - 12  | 55 - 85% |
| 12 - 24 | 20 - 80% |
| 24 -    | 10%未満  |

## 検査
触診で、大腿内側を撫でることで起こる精巣挙筋反射の喪失、プレーン徴候などを診ることで急性睾丸炎などとの鑑別が可能。本症では精巣の挙上による痛みの減少は見られない。また、前述の様に白血球の減少が見られない点でも鑑別が可能。
その他超音波検査、シンチグラフィにより血流を確認するが、緊急を要する症状であるため、疑いが強い様であれば画像診断などに時間をかけず、緊急的な手術が行われる。

## 治療
精巣への血流停止が6時間以上経つと、精巣の壊死が始まる。
切開して精索の捻れを戻すとともに、再発防止のため精巣を安定させる処置を行い、健側の精巣も、予防的に固定を行う。この際、鞘膜内捻転であれば、余分を縫い詰めて再発の予防とする。
固定後は目視、白膜の試験的切開、超音波検査などで血流を充分確認する。
また、既に睾丸が壊死していた場合は、速やかにこれを除去する。80%は手術時に既に壊死に至っている。
陰嚢外からの整復は一般に困難であるが、保存的治療として用いられる場合もある。ただし再発傾向が強いので一時凌ぎに過ぎず、いずれは固定術が必要とされる。

## 予後
必要であればインプラントで睾丸を再建することができる。

## 類似症例
睾丸や精索に捻転・回転が見られないにも係わらず本症と同様の症状が見られるものを睾丸梗塞症と呼ぶ。血管の閉塞によって起こるが多くは原因不明である。この場合も2/3は左側の精巣に起こり、やはり10代や20代に多い症状とされる。
その他、睾丸に付随する付属小体である睾丸垂、副睾丸垂、睾丸旁体、迷管などが捻転、梗塞、壊死を起こす場合があり、これらを睾丸垂捻転症と呼ぶ場合がある。全身症状は軽度である傾向があるが、基本的にはケース次第である。11-14歳によくみられる。

## その他
- 「捻転」は睾丸回転の結果であるから本症は「睾丸回転症」とすべきだとの論もあったようである[* 3]。